# L'omino di pan di zenzero

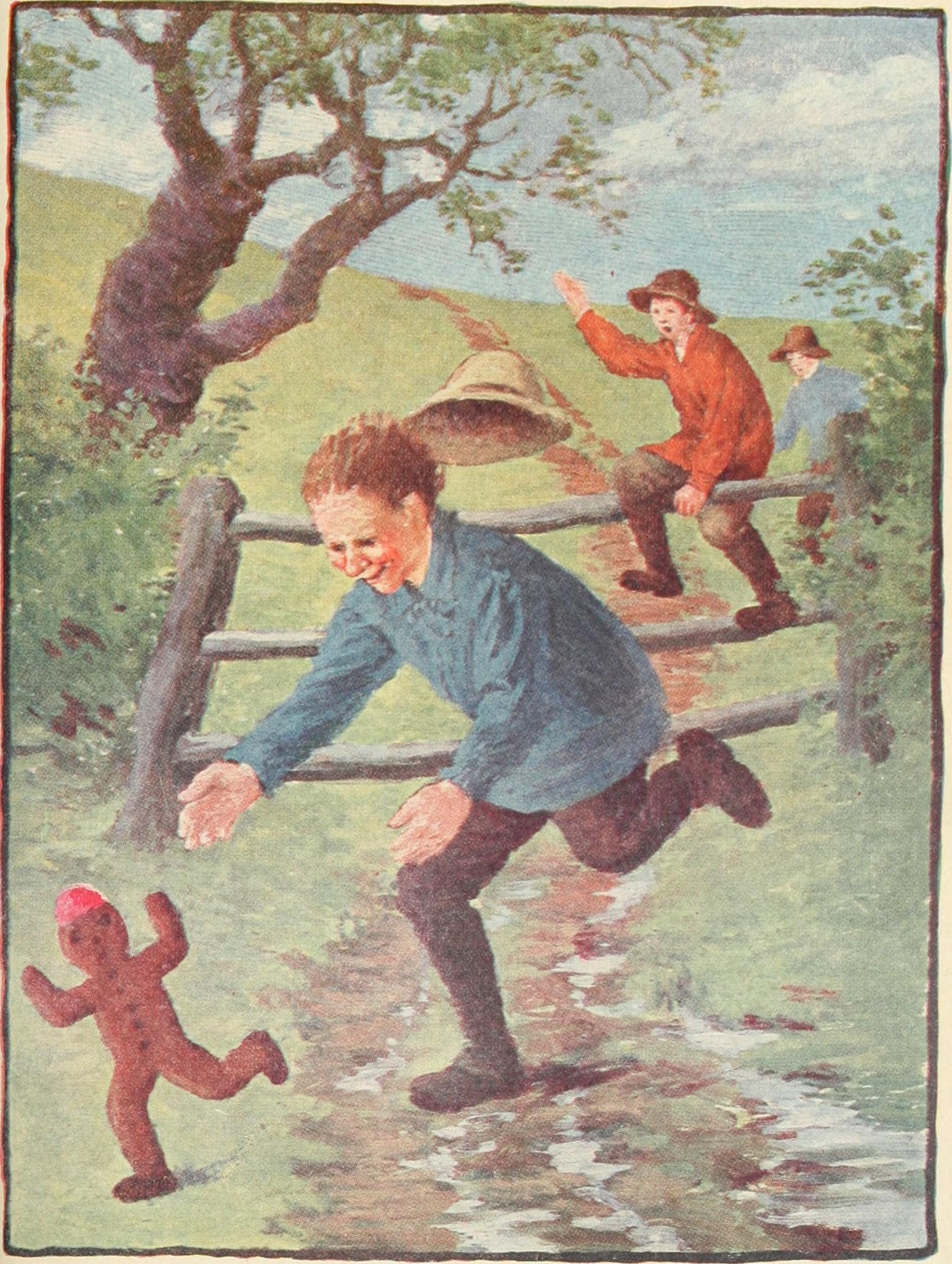
Illustrazione del 1918

L'omino di pan di zenzero (in inglese The Gingerbread Man) è una fiaba che narra della fuga di un omino di pan di zenzero da vari inseguitori, culminante nella sua morte tra le fauci di una volpe. "The Gingerbread Boy" (primo titolo della raccolta) apparve per la prima volta nel numero di maggio 1875 del St. Nicholas Magazine con la struttura di un racconto cumulativo. Il narratore della fiaba ne spiegò l'origine dicendo: "Una ragazza del Maine l'ha raccontata ai miei figli. Catturò così tanto la loro attenzione che ho pensato valesse la pena tramandarla. Le chiesi dove l'avesse sentita, e lei rispose che le era stata raccontata da un'anziana signora durante la sua infanzia."

## La fiaba del 1875
Nella fiaba del 1875 pubblicata sul St. Nicholas Magazine, un'anziana signora senza figli cuoce un omino di pan di zenzero, il quale salta fuori dal forno e scappa. La donna e suo marito lo inseguono senza successo, in quanto l'omino di pan di zenzero riesce a correre più velocemente di vari contadini, fattori, e animali da fattoria.
Sono scappato dalla vecchietta e il vecchietto,
e posso scappare anche da te, io posso!
La fiaba si conclude con una volpe che cattura e mangia l'omino di pan di zenzero, il quale si lamenta mentre viene divorato: "Sono sparito per un quarto... Sono sparito per metà... Sono sparito per tre quarti... Sono sparito del tutto!"

## Varianti della fiaba
L'omino di pan di zenzero è ancora un argomento comune della letteratura americana per bambini nel Ventunesimo secolo. Le rivisitazioni spesso omettono il finale originale ("Sono sparito per un quarto... Sono sparito per metà... Sono sparito per tre quarti... Sono sparito del tutto") e apportano altre modifiche. In alcune varianti la volpe finge sordità, facendo avvicinare sempre di più l'omino di pan di zenzero. Alla fine la volpe lo afferra e lo divora. In altre versioni l'omino di pan di zenzero interrompe la sua corsa sulla riva di un fiume, e dopo aver accettato l'offerta della volpe di traghettarlo sull'altra riva, è convinto dalla volpe a spostarsi sempre più vicino alla bocca di quest'ultima.
In alcune rivisitazioni, l'omino di pan di zenzero schernisce i suoi inseguitori con una frase divenuta famosa:
Corri, corri più veloce che puoi!
Non puoi acciuffarmi.
Io sono l'omino di pan di zenzero!

## Racconti popolari
Quello del cibo in fuga è un topos ricorrente nei racconti popolari. Il folclorista D. L.  Ashliman lo ha localizzato in Germania, nelle isole britanniche, nell'Europa orientale, e negli Stati Uniti. Jack Haney lo ha anche localizzato in varie culture slave e nel Nord Europa.
Nei paesi slavi, un personaggio folcloristico noto come Kolobok (in russo Колобок?) è un impasto rotondo che evita di essere mangiato da vari animali (pubblicato da Konstantin Ushinsky in Native Word (Rodnoye slovo) nel 1864). "Il pancake" ("Pannekaken") fu invece narrato da Peter Asbjornsen e Jørgen Moe, e pubblicato su Norske Folkeeventyr (1842-1844). Dieci anni dopo i fratelli tedeschi Carl e Theodor Colshorn narrarono "Il grosso, grasso pancake" ("Vom dicken fetten Pfannekuchen"), fiaba della città di Salzdahlum in Bassa Sassonia, e pubblicata su Märchen und Sagen, n. 57 (1854). Nel 1894 Karl Gander udì "Il pancake in fuga" ("Der fortgelaufene Eierkuchen") da un contadino e venditore ambulante di Ögeln, Brandeburgo, e pubblicò il racconto in Niederlausitzer Volkssagen, vornehmlich aus dem Stadt- und Landkreise Guben, n. 319. La fiaba "Roule Galette" è un altro racconto simile diffusosi in Francia.
Una variazione di questo topos si trova nella fiaba ungherese "Il piccolo raviolo" ("A kis gömböc"). A dispetto del nome, il personaggio principale non è un raviolo ma la versione ungherese della testa in cassetta (chiamata "gömböc" - "raviolo" - in alcune regioni dell'Ungheria). In questa fiaba è il gömböc a mangiare gli altri: prima consuma la famiglia che l'ha "creato", poi rotolando in strada ne mangia molte altre, tra cui un intero esercito). Alla fine il gömböc ingoia un porcaro, il quale usa il suo coltello per tagliare il gömböc dall'interno e liberando tutte le persone mangiate. Una variante di questa fiaba vede invece il gömböc scoppiare da solo dopo aver mangiato troppe persone. Una fiaba russa intitolata "Il bambino di argilla" (in russo Гли́няный па́рень?) ha un tema simile a quella ungherese: un'anziana coppia senza figli crea un bambino di argilla il quale prima mangia tutto il loro cibo, poi la coppia stessa, e a seguire un certo numero di persone. Alla fine incontra una capra che si offre di saltargli in bocca, sfruttando l'opportunità di speronare il bambino d'argilla per distruggerlo e liberare tutti. La fiaba ceca Otesánek segue una trama simile, così come l'omonimo film del 2000.
Joseph Jacobs pubblicò "Johnny-Cake" nel suo English Fairy Tales (1890), basando il suo racconto su una versione letta nell'American Journal of Folk-Lore. La johnny-cake di Jacobs rotola invece di correre, e la volpe lo inganna fingendo di essere sorda e incapace di ascoltare i suoi versi provocatori. In "The Wee Bannock" , pubblicato su More English Fairy Tales (1894), Jacobs registra un racconto scozzese con un bannock come protagonista.

## Derivazioni e opere moderne
Il musical The Gingerbread Man (musica di Alfred Baldwin Sloane, libro e testi di Frederic G. Ranken) debuttò a Broadway il giorno di Natale del 1905 e durò cinque mesi. La produzione si spostò poi a Chicago con la maggior parte del cast originale di New York, e continuò il tour di successo in luoghi minori degli Stati Uniti per almeno altri quattro anni. In questo spettacolo il personaggio che dà il nome all'opera, un omino di pan di zenzero, si chiama John Dough ("John Dough" è un altro termine per un omino di pan di zenzero, comune all'epoca del musical). Sebbene l'omino di pan di zenzero non sia il protagonista del musical, esso fu interpretato dal popolare Eddie Redway e attirò l'attenzione del pubblico e della critica. L'idea dell'omino di pan di zenzero fu ampiamente incentivata dai produttori: 25.000 statuette d'impasto furono regalate a New York City per promuovere lo spettacolo. Il John Dough del musical aveva poche somiglianze con l'omino di pan di zenzero della fiaba del 1875; egli affermava di essere un capro espiatorio piuttosto che un piantagrane ("Mi stanno cercando di qua e di là, sono ricercato per questo, sono ricercato per quello, per qualsiasi cosa sia mai andata male"). Il John Dough di Ranken ha poche preoccupazioni riguardo all'essere mangiato; sembra temere di più l'oscurità: "Un ragazzino mi compra con un centesimo [...] / E mi toglie un braccio o una gamba o due, / E mentre gli scendo dolcemente in gola, / Come può sapere quel povero speranzoso, / A meno che non gli venga detto, / Che nella sua pancia è stato riposto / L'originale John Dough".
Anche John Dough and the Cherub (1906) e La strada per Oz (1909) di L. Frank Baum presentano un omino di pan di zenzero di nome John Dough. Il John Dough di Baum è una creazione a grandezza naturale e ha paura di essere mangiato, ma alla fine sacrifica la sua mano per salvare la vita di un bambino. La storia di Baum del 1906 ha contribuito a rendere popolare la figura dell'omino di pan di zenzero, sebbene contenesse pochi elementi della fiaba originale.
Alcuni altri racconti hanno ambientazioni e riferimenti culturali diversi da quelli europei, come The Runaway Tortilla (2000) di Eric Kimmel riguardo una tortilla vagante nel deserto che evita asini, serpenti a sonagli, e buckaroos, solo per essere sconfitta dall'astuto Señor Coyote; la versione di Chanukkah intitolata The Runaway Latkes (2000) di Leslie Kimmelman; e il racconto del capodanno cinese di Ying Chang Compestine, The Runaway Rice Cake (2001). La storia di Peter Armour Stop That Pickle! (2005) narra invece di un sottaceto in fuga. Anche Marsupial Sue Presents "The Runaway Pancake" segue una trama simile, avendo come protagonista un pancake la cui arroganza ha la meglio su di lui.
Alcuni racconti moderni, che pur seguendo trame diverse conservano l'omino di pan di zenzero come protagonista, sono The Gingerbread Cowboy di Janet Squires, The Gingerbread Kid Goes to School (2002) di Joan Holub, e The Gingerbread Girl (2006) di Lisa Campbell. Nel 1992 Jon Sciezka pubblicò The Stinky Cheese Man and Other Fairly Stupid Tales. Il puzzolente omino di formaggio ("The Stinky Cheese Man" in italiano) è una versione di "The Gingerbread Man" in cui l'omino di formaggio scappa da tutti temendo che vogliano mangiarlo, quando in realtà gli altri vogliono solo allontanarsi dal suo odore. Nel 2018, Stephen Dixon ha pubblicato un seguito alla fiaba originale intitolato The Gingerbread Man 2: What Happened Later?. The Gingerbread Baby di Jan Brett è una versione del racconto in cui l'omino di pan di zenzero fugge dalla volpe e va a vivere in una casa di pan di zenzero.
Il racconto è stato utilizzato dai Residents nel loro album del 1994 Gingerbread Man, in cui l'omino di pan di zenzero funge da narratore introducendo i personaggi in ogni canzone.
La serie coreana di giochi per dispositivi mobili Cookie Run è ispirata alla fiaba. Il videogioco britannico Ninjabread Man presenta invece un omino di pan di zenzero senziente.
L'omino di pan di zenzero è invece un pericoloso criminale nella serie Nursery Crimes di Jasper Fforde, nonché il principale antagonista nel secondo romanzo della serie.
Il libro The Hypnotizer di Michael Rosen include una storia, pubblicata anche su YouTube nel 2008, chiamata "fast food", la quale segue una trama simile alla fiaba ma con un hamburger che sostituisce l'omino di pan di zenzero.
Una versione della fiaba con un lieto fine, The True Story of the Gingerbread Man, è stato pubblicato nel 2019 da Allen Kitchen.
L'omino di pan di zenzero è anche parodiato in tutto il franchise di Shrek, in cui è un personaggio ricorrente doppiato da Conrad Vernon.
Il rapper americano Nardo Wick ha campionato la canzone di The Gingerbread Man nella sua canzone Dah Dah DahDah nella versione deluxe del suo album di debutto, Who Is Nardo Wick?.